# Jean Dardé
Pour les articles homonymes, voir Dardé.
Jean Dardé, né le 2 septembre 1901 à Montjoi (Aude) et mort le 25 juin 1998 à Cugnaux (Haute-Garonne), est un homme politique français.

## Biographie
Résistant pendant la Seconde Guerre mondiale, il effectue sa carrière au sein des PTT, où il termine chef de centre hors classe. En 1944, il est désigné maire de Cugnaux par le Comité local de libération.
Élu à la suite des élections municipales de 1945, il est reconduit dans ses fonctions en 1947 et 1953. Avec l'avènement de la Cinquième République, il devient le suppléant du député socialiste Eugène Montel, élu en 1958 dans la quatrième circonscription de la Haute-Garonne.
Réélu premier édile en 1959 et 1965, il succède à Eugène Montel, décédé en cours de mandat le 21 janvier 1966. À l'Assemblée nationale, il s'inscrit, comme son prédécesseur, au groupe socialiste et intègre la commission de la Défense nationale et des forces armées.
En 1967, il est investi pour les élections législatives par la SFIO. Devançant le gaulliste Thadée Diffre et le communiste Pierre Segouffin au premier tour, il remporte nettement le scrutin, recueillant 64,59 % des suffrages exprimés. Les évènements de mai 1968 conduisant le général de Gaulle à dissoudre l'Assemblée nationale, il se présente à nouveau aux électeurs : devancé de peu par le candidat UDR, il est cependant réélu au second tour avec 56,50 % des voix.
Maire jusqu'en 1977, il est nommé secrétaire de l’Assemblée nationale en avril 1972. Sur les bancs de la chambre basse, il est un député actif et porte son intérêt sur l'industrie aéronautique, les conditions de travail des fonctionnaires des Postes et télécommunications, le statut des militaires, les retraites ou la formation du personnel communal.
En 1973, il ne sollicite pas un nouveau mandat et la fédération du Parti socialiste de la Haute-Garonne désigne son suppléant Alex Raymond, qui lui succède.

## Détail des fonctions et des mandats
Mandats parlementaires
- 22 janvier 1966 - 2 avril 1967 : Député de la 4e circonscription de la Haute-Garonne
- 12 mars 1967 - 30 mai 1968 : Député de la 4e circonscription de la Haute-Garonne
- 30 juin 1968 - 1er avril 1973 : Député de la 4e circonscription de la Haute-Garonne

Mandat local
- 1944 - 1977 : Maire de Cugnaux

## Décorations
- Officier des Palmes académiques
- Chevalier de la Légion d'honneur (avril 1983)
- Croix du combattant volontaire de la Résistance